# ساهرة (ممثلة)
ساهرة (5 يونيو 1957 - 26 أغسطس 2022)، ممثلة كويتية. بدأت بمسرح الطفل مع عبد الله عبد الرسول بعام 1986 خلال مسرحية «عجيب غريب» ثم عملت بالإذاعة مع حامد حنفي وثم ببرامج التوعية بالمدارس توقفت عن العمل الفني عدة سنوات، قبل أن تعود بسهرة «أعماق مؤثرة»، إلى أن الدور الأهم لها هو أم لولوة في مسلسل «الحيالة» وعملت بعد ذلك بعدد من الأدوار الصغيرة ثم توقفت عن العمل الفني عام 2006 حتى وفاتها.

## أعمالها
- مسلسل صاحبة الامتياز (2006)
- مسلسل الاختيار الصعب (2006)
- مسلسل الأرجوحة (2004)
- مسلسل الحيالة (2003)
- مسلسل ياخوي (2003)
- مسلسل الحريم (2003)
- مسلسل الشريب بزة (2002)
- مسلسل العضب (2002)
- مسلسل ثمن عمري (2002)
- مسلسل لا يا عمر الزهور (2001)
- مسرحية عجيب غريب (1986)

## روابط خارجية
- ساهره على موقع قاعدة بيانات الأفلام العربية